# Monte Carlo Open 1981
Il Monte Carlo Open 1981 è stato un torneo di tennis giocato sulla terra rossa. È stata la 74ª edizione del Monte Carlo Open, che fa parte del Volvo Grand Prix 1981. Si è giocato al Monte Carlo Country Club di Roquebrune-Cap-Martin in Francia vicino a Monte Carlo dal 13 al 19 aprile 1981.

## Campioni

### Singolare
La finale tra  Jimmy Connors e  Guillermo Vilas è stata sospesa per pioggia sul 5–5 e mai più ripresa. Il titolo non è stato mai assegnato.

### Doppio
Heinz Günthardt /  Markus Günthardt hanno battuto in finale  Pavel Složil /  Tomáš Šmíd con il punteggio di 6–3, 6–3